# Selens
Selens é uma comuna francesa na região administrativa de Altos da França, no departamento de Aisne. Estende-se por uma área de 7,65 km². Em 2010 a comuna tinha 252 habitantes (densidade: 32,9 hab./km²).